# Ceràmica tècnica
La paraula ceràmica deriva del vocable grec keramos, l'arrel sànscrita significa "cremar". En el seu sentit estricte es refereix a l'argila en totes les seves formes. No obstant això, l'ús modern d'aquest terme inclou tots els materials inorgànics no metàl·lics que es formen per acció de la calor. Fins als anys 1950, els materials més importants van ser les argiles tradicionals, utilitzades en terrisseria, maó, rajola i similars, juntament amb el ciment i el vidre. També pot buscar-se la història del rakú, singular tècnica mil·lenària oriental. Històricament, els productes ceràmics han estat durs, porosos i fràgils. L'estudi de la ceràmica consisteix en una gran extensió de mètodes per mitigar aquests problemes i accentuar les potencialitats del material, així com oferir usos no tradicionals. Això també s'ha buscat incorporant a materials compostos com és el cas dels cermets, que combinen materials metàl·lics i ceràmics.

## Exemples de materials ceràmics
- Nitrur de silici (Si ₃ N ₄), utilitzat com a pols abrasiu.
- Carbur de bor (B ₄ C), usat en alguns helicòpters i cobertes de tancs.
- Carbur de silici (Si C), emprat en forns microones, a abrasius i com a material refractari.
- Diborur de magnesi (Mg B ₂), és un superconductor no convencional.
- Òxid de zinc (Zn O), un semiconductor.
- Òxid de ferro (Fe₃O₄) és utilitzat en nuclis de transformadors magnètics i en nuclis de memòries magnètiques.
- Esteatita, utilitzada com un aïllant elèctric.
- Òxid d'urani (UO₂), emprat com a combustible en reactors nuclears
- Òxid d'itri, bari i coure (IBa₂Cu₃O7-x), superconductor d'alta temperatura.

## Propietats mecàniques de la ceràmica
Els materials ceràmics són generalment fràgils o vidriosos. Gairebé sempre es fracturen davant d'esforços de tensió i presenten poca elasticitat, ja que tendeixen a ser materials porosos. Els porus i altres imperfeccions microscòpiques actuen com entalles o concentradors d'esforç, reduint la resistència als esforços esmentats.
El mòdul d'elasticitat assoleix valors bastant alts de l'ordre de 311 GPA en el cas del Carbur de Titani (TiC). El valor del mòdul d'elasticitat depèn de la temperatura, disminuint de forma no lineal en augmentar aquesta.
Aquests materials mostren deformacions plàstiques. Això no obstant, degut a la rigidesa de l'estructura dels components cristal·lins hi ha pocs sistemes d'esllavissades per dislocacions de moviment i la deformació ocorre de forma molt lenta. Amb els materials no vidre ins (vidre sos), la fluïdesa viscosa és la principal causa de la deformació plàstica, i també és molt lenta. Tot i així, és omès en moltes aplicacions de materials ceràmics.
Tenen elevada resistència a la compressió si la comparem amb els metalls fins i tot a temperatures altes (fins a 1.500 °C). Sota càrregues de compressió les esquerdes incipients tendeixen a tancar-se, mentre que sota càrregues de tracció o cisallament les esquerdes tendeixen a separar-se, donant lloc a la fractura.
Els valors de tenacitat de fractura en els materials ceràmics són molt baixos (a penes sobrepassen el valor d'1 MPa.m  1/2 ), valors que poden ser augmentats considerablement mitjançant mètodes com el reforçament mitjançant fibres o la transformació de fase en zirconia.
Una propietat important és el manteniment de les propietats mecàniques a altes temperatures. La seva gran duresa els fa un material àmpliament utilitzat com a abrasiu i com puntes tallants d'eines.

## Comportament refractari

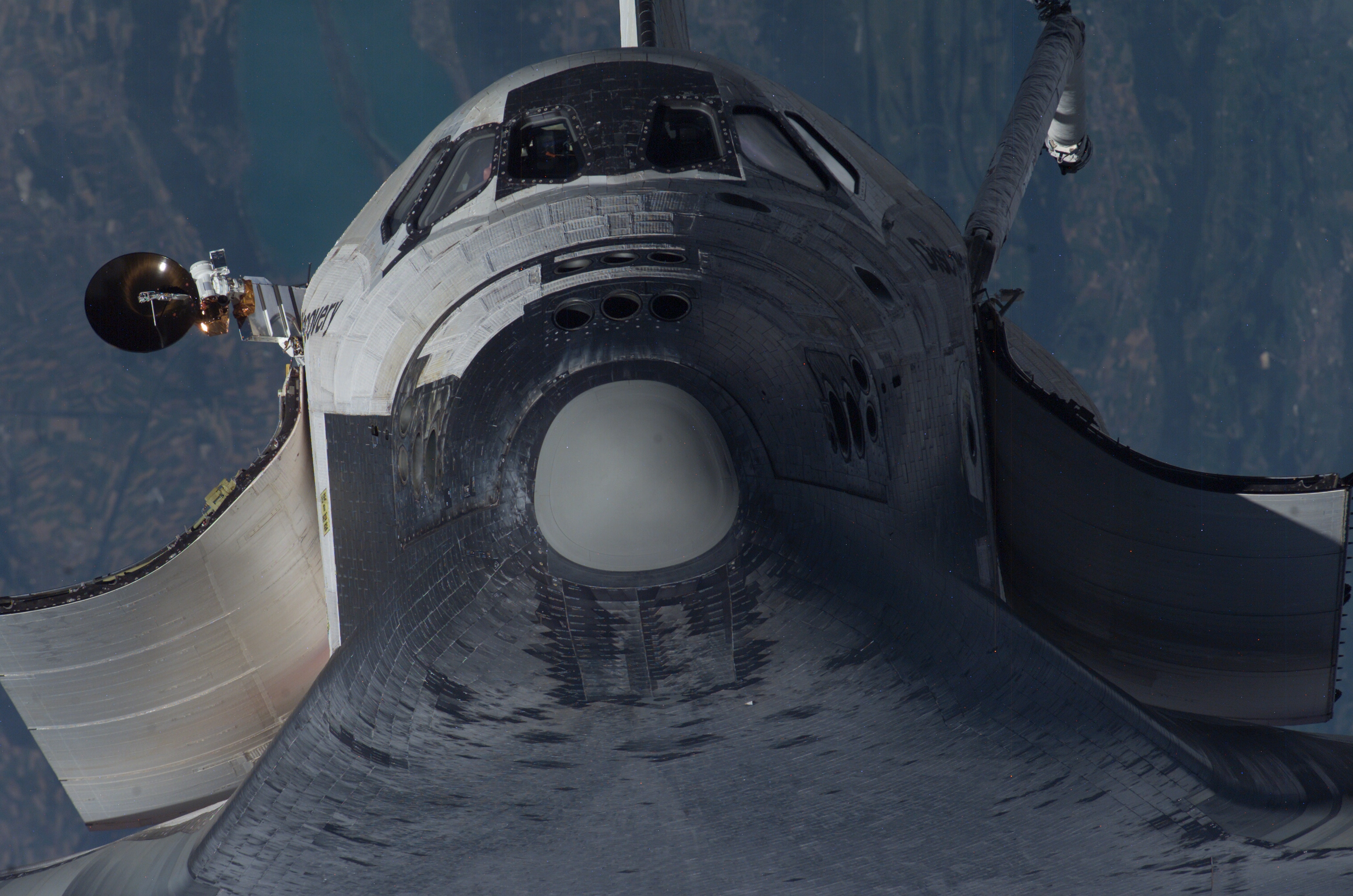
Protecció tèrmica del transbordador espacial

Alguns materials ceràmics poden suportar temperatures extremadament altes sense perdre la seva solidesa. Són els anomenats  materials refractaris . Generalment té una conductivitat tèrmica pel que són utilitzats com a aïllants. Per exemple, parts dels coets espacials són construïts de rajoles ceràmiques que protegeixen la nau de les altes temperatures causades durant l'entrada a l'atmosfera.
En general els materials ceràmics presenten un bon comportament a alta temperatura mentre que poden patir ruptures per xoc tèrmic a temperatures inferiors.
- Termofluencia : La conservació de les propietats mecàniques a altes temperatures pren gran importància en determinats sectors com la indústria aeroespacial. Els materials ceràmics tenen en general una bona resistència a la termofluencia. Això és degut principalment a dos factors en el cas de ceràmics cristal·lins: alts valors de temperatura de fusió i elevada energia d'activació per tal que comenci la difusió.

- Xoc tèrmic : Es defineix com la fractura d'un material com a resultat d'un canvi brusc de temperatura. Aquesta variació sobtada dona lloc a tensions superficials de tracció que porten a la fractura. Entre els factors que condicionen la resistència al xoc tèrmic pren gran importància la porositat del material. En disminuir la porositat (augmentar la densitat) la resistència al xoc tèrmic i les característiques d'aïllament es redueixen, mentre que la resistència mecànica i la capacitat de càrrega augmenten. Molts materials són usats en estats molt porosos i és freqüent trobar materials combinats: una capa porosa amb bones propietats d'aïllament combinada amb una prima jaqueta de material més dens que proveeix resistència.

Potser és sorprenent que aquests materials puguin ser utilitzats a temperatures on es liqua parcialment. Per exemple, els maons refractaris de diòxid de silici (Si O ₂), usats per recobrir forns de fosa d'acer, treballen a temperatures superiors a 1.650 °C (3000 °F), quan alguns dels maons comencen a liquar. Dissenyats per a aquesta funció, una situació sense sobresalts requereix un control responsable sobre tots els aspectes de la construcció i ús.

## Comportament elèctric
Una de les àrees de grans progressos amb la ceràmica és la seva aplicació a situacions elèctriques, on poden desplegar un sorprenent conjunt de propietats.

### Aïllament elèctric i comportament dielèctric
La majoria dels materials ceràmics no són conductors de càrregues mòbils, i per això no són conductors d'electricitat. Això és degut al fet que els enllaços iònic i covalent restringeixen la mobilitat iònica i electrònica, és a dir, són bons aïllants elèctrics. Quan són combinats amb força, permet usar-los en la generació d'energia i transmissió.
Les línies d'alta tensió són generalment sostingudes per torres de transmissió que contenen discs de porcellana, els quals són prou aïllants com per resistir raigs i tenen la resistència mecànica apropiada com per sostenir els cables.
Una subcategoria del comportament aïllant és el dielèctric. Un material dielèctric manté el camp magnètic a través d'ell, sense induir pèrdua d'energia. Això és molt important en la construcció de condensadors elèctrics.
La ceràmica dielèctrica és usada en dues àrees principals: la primera és la pèrdua progressiva de dielèctrics d'alta freqüència, usada en aplicacions com ara microones i ràdio transmissors, la segona, són els materials amb alta diel}ectrica constant (ferroelèctrics). Tot i que la ceràmica dielèctrica és inferior enfront d'altres opcions per a la majoria dels propòsits, generalment ocupa aquests dos dits molt bé.

### Superconductivitat
Sota certes condicions, com ara temperatures extremadament baixes, algunes ceràmiques mostren superconductivitat. La raó exacta d'aquest fenomen no és coneguda, encara que es diferencien dos conjunts de ceràmica superconductora.
El compost estequimétrico I Ba ₂ Cu ₃ O 7-x , generalment abreujat YBCO o 123, és particularment molt conegut perquè és fàcil de fer, la seva manufactura no requereix cap material particularment perillós i té una transició de temperatura de 90 K (el que és superior a la temperatura del nitrogen líquid, 77 K). L'x de la fórmula es refereix al fet que ha de ser lleugerament deficient en oxigen, amb un x en general proper a 0.3.
L'altre conjunt de ceràmiques superconductores és el diborur de magnesi. Les seves propietats no són particularment destacables, però són químicament molt diferents a qualsevol altre superconductor que no és un complex d'òxid de coure ni un metall. A causa d'aquesta diferència s'espera que l'estudi d'aquest material condueixi a la interiorització del fenomen de la superconductivitat.

### Semiconductivitat
Hi ha cert nombre de ceràmiques que són semiconductivitat. La majoria d'elles són òxids de metalls de transició que són semiconductors de tipus II-IV, com l'òxid de zinc.
La ceràmica semiconductora és emprada com sensor de gas. Quan diversos gasos són passats a través d'una ceràmica policristal, la seva resistència elèctrica canvia. Ajustant les possibles mescles de gas, es poden construir sensors de gas sense massa cost.

### Ferroelèctrics, piezoelectricitat i piroelectricitat
Un material ferroelèctric és aquell que espontàniament posseeix una polarització elèctrica el sentit es pot invertir mitjançant aplicació d'un camp elèctric extern prou alt (histèresi ferroelèctric). Aquests materials exhibeixen múltiples propietats derivades de la seva polarització espontània, en absència d'un camp elèctric extern, i de la possibilitat de la seva inversió (memòries d'ordinador). La polarització espontània pot modificar mitjançant camps elèctrics (electrostricció) o de tensions mecàniques (piezoelectricitat) externs i mitjançant variacions de la temperatura (piroelectricitat). La polarització espontània i la seva capacitat de modificació és també l'origen de l'alta constant dielèctrica o permitivitat dels ferroelèctrics, que té aplicació en condensadors.
Un material piezoelèctric és aquell que, a causa de posseir una polarització espontània, genera un voltatge quan se li aplica pressió o, inversament, es deforma sota l'acció d'un camp elèctric. Quan el camp elèctric aplicat és altern, aquest produeix una vibració del piezoelèctric. Aquests materials troben un rang ampli d'aplicacions, principalment com a sensors-per a convertir un moviment en un senyal elèctric o viceversa-. Estan presents en micròfons, generadors d'ultrasò i mesuradors de pressió. Tots els ferroelèctrics són piezoelèctrics, però hi ha molts piezoelèctrics la polarització espontània pot variar però no és invertible i, en conseqüència, no són ferroelèctrics.
Un material piroelèctric desenvolupa un camp elèctric quan s'escalfa. Algunes ceràmiques piroeléctriques són tan sensibles que poden detectar canvis de temperatura causats per l'ingrés d'una persona a un quart (aproximadament 40 microkelvin). Aquests dispositius no poden mesurar temperatures absolutes, sinó variacions de temperatura i s'utilitzen en visió nocturna i detectors de moviment.

## Processament de materials ceràmics
Les ceràmiques no vidre INAS (vidre sas) solen ser formades de foneries. El vidre és format per qualsevol dels següents mètodes: bufat, premsat, laminat, estirat, colat o flotat.
Els materials ceràmics cristal·lins no són susceptibles d'un variat rang de processament. Els mètodes emprats per al seu maneig tendeixen a fallar una de dues categories-fer ceràmica a la forma desitjada, pro reacció in situ, o per formació de pols en la forma desitjada, i després sinteritzats per formar un cos sòlid. Alguns mètodes usats són un híbrid dels dos mètodes esmentats.

### Manufacturain situ
L'ús més comú d'aquest mètode és en la producció de ciment i concret. Aquí, els abrasius deshidratats són barrejats amb aigua. Això comença a les reaccions de la hidratació, les quals resulten en cristalls grans, interconnectats formant-se al voltant dels agregats. Passat un temps, això resulta en una ceràmica sòlida.
El problema amb aquest mètode és que la majoria de les reaccions són tan ràpides que no és possible fer una bona barreja, el que tendeix a impedir la construcció a gran escala. No obstant això, els sistemes a petita escala poden ser realitzats mitjançant tècniques de dipòsit, on els diferents materials són introduïts sobre un substrat, on es produeix la reacció i la ceràmica es forma sobre aquest substrat.

### Conformat dels pols
L'objectiu principal del conformat és donar forma i consistència a la massa de pols que doni lloc a un augment de la densitat i, per tant, a una millora de les propietats mecàniques.
Hi ha dues formes de realitzar el conformat: mitjançant l'aplicació de pressió i temperatures elevades. Amb l'aplicació de pressió i temperatura, el procés és similar a si no apliquéssim altes temperatures, però obtenim productes més densos i homogenis alhora que estalviem matèries primeres.
- Premsat uniaxial: (en calent o en fred). Consisteix en l'aplicació de pressió en una única direcció fins a aconseguir la compactació dels pols ceràmics. La peça així conformada tindrà la forma de la matriu i les superfícies amb les quals s'aplica la pressió.
- Premsat isostàtic: (en calent o en fred). Consisteix a compactar els pols tancant hermèticament en motlles elàstics típicament de goma, làtex o PVC, aplicant pressió hidroestàtica mitjançant un fluid que pot ser aigua o oli. El fonament d'aquest procés és el Principi de Pascal, d'aquesta manera aconseguim compactar uniformement i en totes les direccions el material.
- Slip Casting: Es fonamenta en l'emmotllament per barbotina de la ceràmica tradicional, mitjançant el qual obtenim peces de gruixos petits utilitzant motlles porosos.

### Mètodes basats en la sinterització
Els principis dels mètodes basats en la sinterització són senzills: Una vegada que la matèria primera és condicionada per al seu processament (fornada), és introduïda al forn, de manera que el procés de difusió compacta la matèria primera.
Els porus es treuen, resultant un producte més dens i fort. El cremat es fa a una temperatura per sota del punt de fosa de la ceràmica. Sempre queda alguna porositat, però el veritable avantatge d'aquest mètode és que la fornada pot ser produïda de qualsevol manera imaginable, i fins i tot pot ser sinterització. Això ho fa una ruta molt versàtil.
Hi ha milers de possibles refinaments d'aquest procés. Alguns dels més comuns involucren pressionar la fornada per donar-li la densitat, la crema redueix el temps de sinterització necessari. De vegades, s'hi afegeixen elements orgànics al costat de la fornada, que són dissolts durant la crema.
De vegades, s'agreguen lubricants orgànics durant el procés per incrementar la densitat. No és estrany combinar-los, afegint matèria orgànica i lubricants a una fornada, i després pressionar. (la formulació d'aquests additius químic orgànics és un art en si mateix). Això és particularment important en la manufactura de ceràmica d'alt rendiment, com ara les usades per a l'electrònica, en condensadors, inductors, sensors, etc.
Es pot fer una barreja de components en comptes d'usar un sol pols, i després abocar en el motlle desitjat, deixant-lo assecar i després sinterització. De fet, en la terrissa tradicional és fet d'aquesta manera, utilitzant una barreja plàstica que és treballada amb les mans.
Si una barreja de materials diferents components és utilitzada en una ceràmica, algunes vegades la temperatura de sinterització és major a la temperatura de fosa d'algun dels seus components (fase líquida de sinterització). Això genera un període més curt de sinterització comparat amb l'estat sòlid sinterització.

## Altres aplicacions de la ceràmica
Fa un parell de dècades enrere, Toyota investigar la producció d'un motor ceràmic el qual pot funcionar a temperatures superiors a 3.300 °C. Els motors ceràmics no requereixen sistemes de ventilació i, per tant, permeten una major reducció en el pes, i amb això, una major eficiència en l'ús de combustible. L'eficiència en l'ús de combustible d'un motor és també superior a més alta temperatura. En un motor metàl·lic convencional, molta de l'energia generada des de la combustió ha de ser malbaratada com a calor per prevenir la fosa de les parts metàl·liques.
Malgrat totes aquestes propietats desitjables, aquests motors no estan en producció perquè la manufactura de parts ceràmiques és molt dificultosa. Les imperfeccions en la ceràmica condueixen a fallides i trencaments. Aquests motors són factibles en investigacions de laboratori, però les dificultats actuals sobre la manufactura impedeixen la seva producció en massa.